# Gare de Zalaszentiván
La gare de Zalaszentiván (en hongrois : Zalaszentiván vasútállomás) est une halte ferroviaire hongroise, située à Zalaszentiván.